# Berta (krater)
För andra betydelser, se Berta (olika betydelser).
Berta är en nedslagskrater med en diameter på 20 kilometer, på planeten Venus. Berta har fått sitt namn efter det finska förnamnet Berta.